# Miguel Coimbra

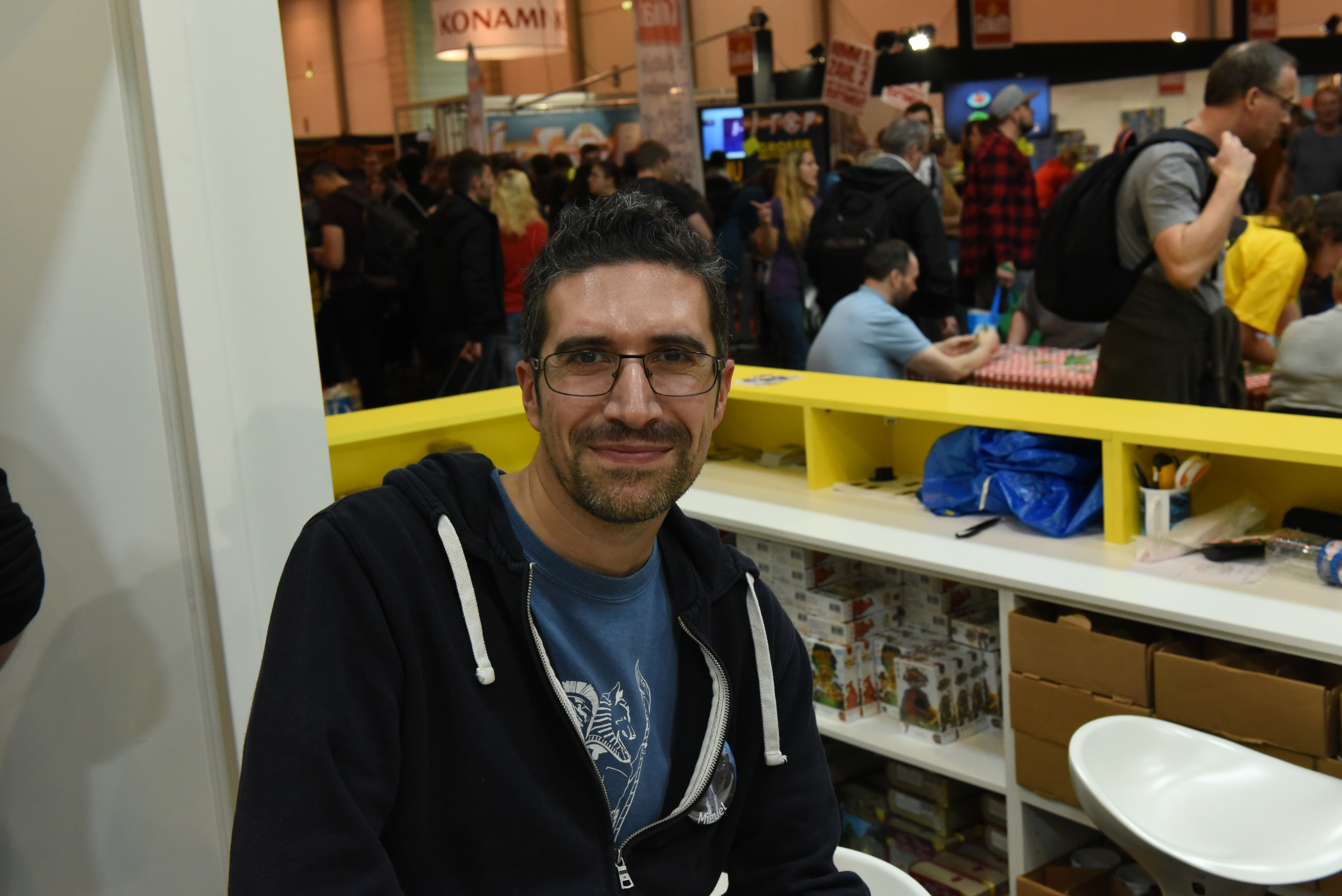
Miguel Coimbra 2017 in Essen.

Miguel Coimbra (* 9. Dezember 1977) ist ein französischer freiberuflicher Illustrator und Grafiker portugiesischer Herkunft.
Nach eigenen Angaben begann Coimbra mit dem Zeichnen bereits in seiner Kindheit, sein besonderes Interesse an Spielen und der Fantasythematik sei durch das Sammelkartenspiel Magic: The Gathering geweckt worden. 2005 zog Coimbra nach Lyon und arbeitete zunächst als Grafikdesigner für den dort ansässigen Videospieleentwickler Eden Games, wirkte unter anderem an den Titeln Test Drive Unlimited und Alone in the Dark mit.
Seit 2006 ist Coimbra vor allem als Illustrator für Brett- und Kartenspiele tätig. Zu seinen bekannteren Arbeiten zählen die Brettspiele Small World und Cyclades sowie das Kartenspiel 7 Wonders. Illustrationen von ihm finden sich auch in einigen Sammelkartenspielen, darunter das World of Warcraft Trading Card Game und Star Wars Galaxies. Darüber hinaus illustrierte Coimbra auch mehrere Buchcover und Konzeptzeichnungen für Computerspiele.

## Illustrierte Spiele (Auswahl)

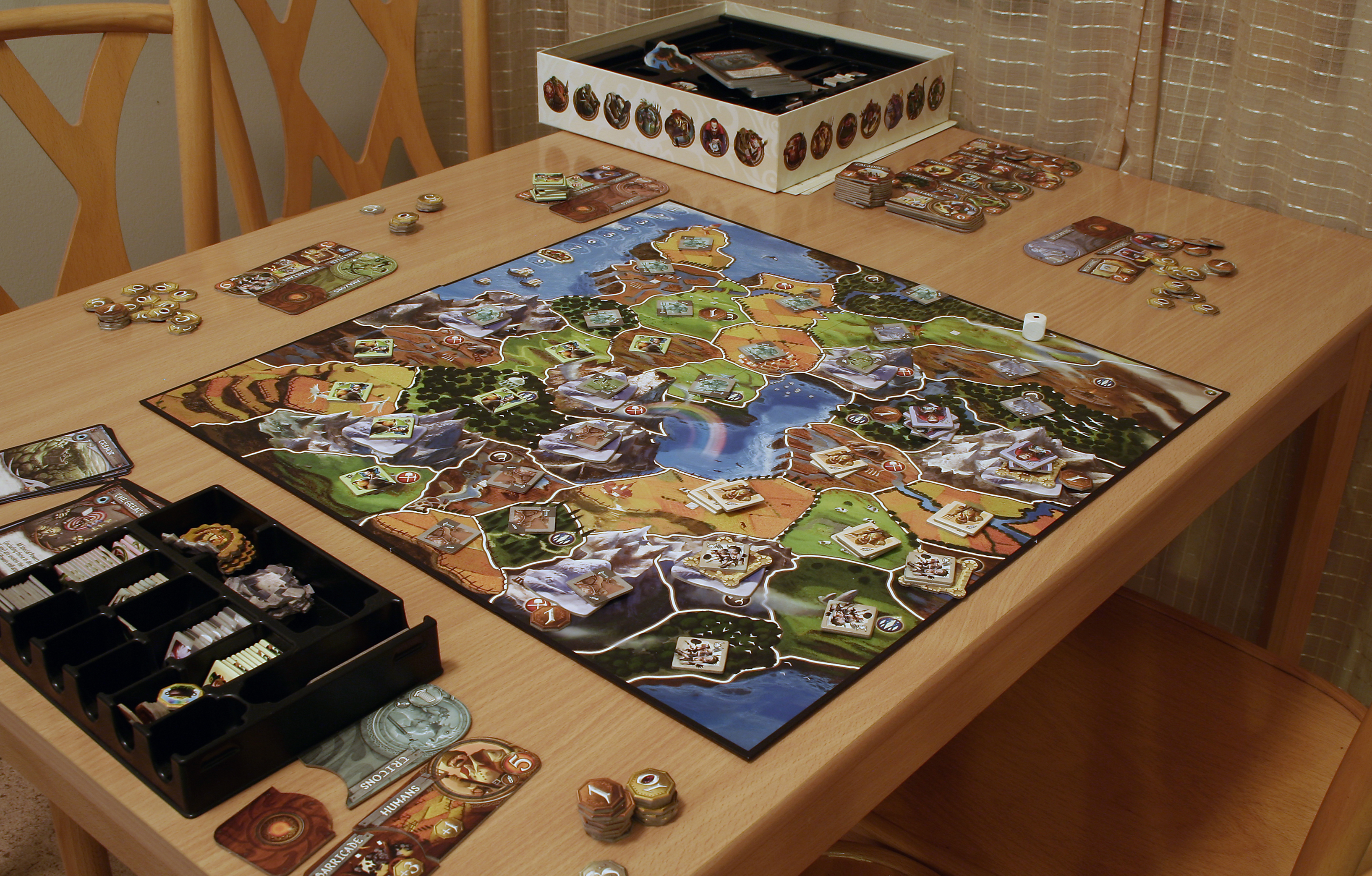
Eines der von Coimbra illustrierten Spiele: Small World.

- 2006: BattleLore (Days of Wonder/Fantasy Flight Games), mit anderen
- 2007: Gravediggers (Twilight Creations), englische Version von Banküberfall (2005, Piatnik)
- 2008: Giants (Matagot)
- 2009: Die Abenteurer: Der Tempel des Chac (Edge Entertainment/Pegasus Spiele), mit anderen
- 2009: Cyclades (Matagot) und Erweiterungen
- 2009: Small World (Days of Wonder) und Erweiterungen
- 2010: 7 Wonders (Repos Production) und Erweiterungen
- 2011: Small World Underground (Days of Wonder)
- 2011: Cargo Noir (Days of Wonder)
- 2011: The Adventurers: The Pyramid of Horus (Edge Entertainment), mit anderen
- 2012: City of Horror (Repos Production)
- 2015: 7 Wonders: Duel (Repos Production)
- 2016: Imhotep: Baumeister Ägyptens (Kosmos Spiele)
- 2017: Berge des Wahnsinns (iello)